# 泰特斯·安特洛尼克斯

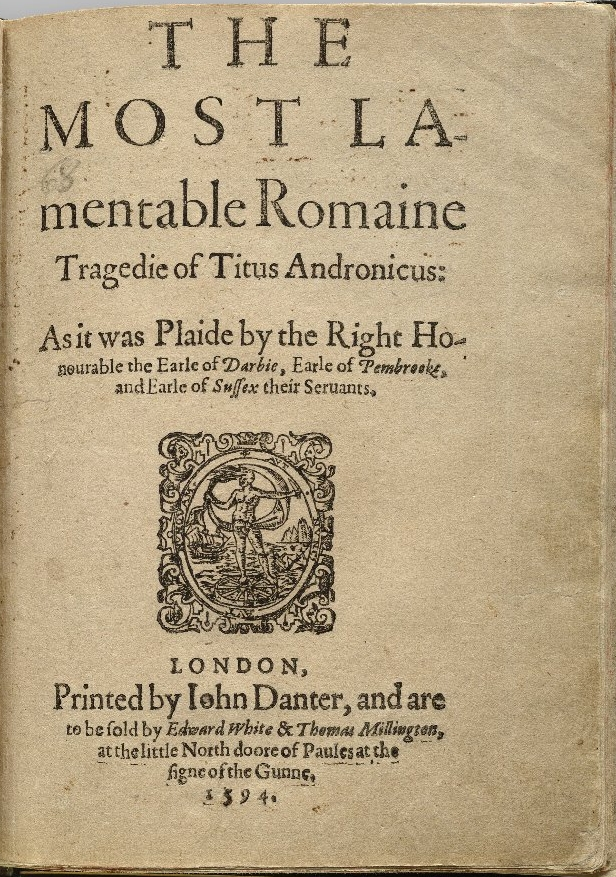
1594年出版的封面

《泰特斯·安特洛尼克斯》（英語：Titus Andronicus）為莎士比亞著名劇作之一，是他早期的作品，描述羅馬將軍安特洛尼克斯征戰哥特，俘虜女王塔摩拉後，在兩人及其子女間所引發的一系列復仇事件，是一個充滿暴力的悲劇，堪稱莎士比亞最血腥的劇本。

## 故事內容
羅馬大將軍泰特斯征伐哥特人十年後凱旋回國，並俘虜了哥特人皇后塔摩拉及她的兒子們。泰特斯把塔摩拉的長子當作祭品以慰他在戰事中死去的十多位兒子。塔摩拉苦苦哀求卻沒法救兒子一命，自此，她對泰特斯一家恨之入骨。
羅馬新國王薩特尼欲迎娶泰特斯的女兒拉維妮亞，但拉維妮亞與王弟巴西安早已訂下婚約。泰特斯的兒子馬歇斯、昆塔斯和路歇斯等遂協助兩人逃婚。泰特斯不听儿子们的劝说，还亲手杀死一个儿子穆歇斯。薩特尼以此為奇恥大辱，盛怒下改立了塔摩拉為皇后。亦因此，塔摩拉及她的兒子們擺脫了戰俘身份，成為國王身邊紅人。
在狩獵大會上，塔摩拉的姘夫黑奴艾倫唆擺她的兒子祈倫及狄米斯伏殺巴西安，強姦了拉維妮亞並把她的舌頭割掉、雙手斬去。艾倫又把馬歇斯和昆塔斯帶到巴西安被殺的地方，並誣陷他們為殺人兇手。
泰特斯懇求國王釋放二人，艾倫假傳聖旨，訛稱若他們肯奉獻一隻手，二人將獲赦免。終於，泰特斯砍下自己的手，可惜，馬歇斯和昆塔斯早已被處決。
泰特斯非常悲傷，他指派路歇斯逃出羅馬，密謀報復。後來拉維妮亞用口含木條著並在地上寫出害她的正是祈倫及狄米斯。
此時，塔摩拉誕下黑奴艾倫的嬰兒，艾倫帶著嬰兒逃亡，卻落在正率領哥特人攻打羅馬的路歇斯手上。另一方面，塔摩拉與兒子祈倫及狄米斯扮成了「復仇」、「謀殺」和「強姦」的精靈接近泰特斯，要求他著令路歇斯停止攻打羅馬。泰特斯巧計把祈倫及狄米斯留下殺死，並煮成肉餅。
第二天，在筵席上，泰特斯騙塔摩拉親口品嘗其兒子造成的肉餅，向薩特尼揭露拉維妮亞被强奸的事，并杀死拉維妮亞。泰特斯、塔摩拉、薩特尼及路歇斯互相殺戮，最後只餘路歇斯一人生還，被封為新的國王。他指令活埋艾倫至胸口，讓他飢餓至死。